# Vincenzo Recchia
Vincenzo Recchia (Terracina, 19 agosto 1950) è un politico italiano.
È stato deputato nella X e XI legislatura dal 1987 al 1993 con il PCI-PDS. Si dimette il 14 settembre 1993 e viene sostituito da Goffredo Maria Bettini. È stato sindaco del comune di Terracina dal 1993 al 2001 con il PDS e consigliere comunale dal 2006 al 2011 con i DS e consigliere provinciale a Latina dal 2004 al 2009.